# Grades de l'armée slovène
Cet article donne les grades en vigueur dans les Forces armées slovènes.

## Armée de terre(Slovène:Slovenska vojska)

### Officiers de l'Armée de terre slovène
| Code OTAN           | OF-10            | OF-9    | OF-8                | OF-7         | OF-6     | OF-5      | OF-4         | OF-3  | OF-2    | OF-1        | OF-1     | OF(D)            | Élève-officier   |
| ------------------- | ---------------- | ------- | ------------------- | ------------ | -------- | --------- | ------------ | ----- | ------- | ----------- | -------- | ---------------- | ---------------- |
| Slovénie (modifier) | pas d'équivalent |         |                     |              |          |           |              |       |         |             |          | pas d'équivalent | pas d'équivalent |
| Slovénie (modifier) | pas d'équivalent | General | Generalpodpolkovnik | Generalmajor | Brigadir | Polkovnik | Podpolkovnik | Major | Stotnik | Nadporočnik | Poročnik | pas d'équivalent | pas d'équivalent |

### Sous-officiers et hommes du rang de l'Armée de terre slovène
| Code OTAN           | OR-9                                                 | OR-9                                                 | OR-9                                   | OR-9                                   | OR-9                                    | OR-9                                    | OR-8                      | OR-8                | OR-7          | OR-7          | OR-6         | OR-6         | OR-6         | OR-6         | OR-6         | OR-6         | OR-5   | OR-5   | OR-5   | OR-5   | OR-5   | OR-5   | OR-4        | OR-4        | OR-3     | OR-3     | OR-2        | OR-2        | OR-2        | OR-2        | OR-2        | OR-2        | OR-1          | OR-1 |
| ------------------- | ---------------------------------------------------- | ---------------------------------------------------- | -------------------------------------- | -------------------------------------- | --------------------------------------- | --------------------------------------- | ------------------------- | ------------------- | ------------- | ------------- | ------------ | ------------ | ------------ | ------------ | ------------ | ------------ | ------ | ------ | ------ | ------ | ------ | ------ | ----------- | ----------- | -------- | -------- | ----------- | ----------- | ----------- | ----------- | ----------- | ----------- | ------------- | ---- |
| Slovénie (modifier) |                                                      |                                                      |                                        |                                        |                                         |                                         |                           |                     |               |               |              |              |              |              |              |              |        |        |        |        |        |        |             |             |          |          |             |             |             |             |             |             | pas d'insigne |      |
| Slovénie (modifier) | višji štabni praporščak (Senoior-staff-praporshshik) | višji štabni praporščak (Senoior-staff-praporshshik) | štabni praporščak (Staff-praporshshik) | štabni praporščak (Staff-praporshshik) | višji praporščak (Senoior-praporshshik) | višji praporščak (Senoior-praporshshik) | praporščak (Praporshshik) | višji štabni vodnik | štabni vodnik | štabni vodnik | višji vodnik | višji vodnik | višji vodnik | višji vodnik | višji vodnik | višji vodnik | vodnik | vodnik | vodnik | vodnik | vodnik | vodnik | naddesetnik | naddesetnik | desetnik | desetnik | poddesetnik | poddesetnik | poddesetnik | poddesetnik | poddesetnik | poddesetnik | vojak         |      |